# Tendencia
Tendencia est un groupe cubain de heavy metal, originaire de Pinar del Río.

## Histoire
Tendencia est fondé au printemps 1994. La formation du groupe est plutôt stable tout au long de son histoire, avec le guitariste-claviériste Jose Ernesto Kiko Mederos, le guitariste Sergio Ernesto Puente Becerra, le bassiste Alfredo Carballo Concepción, le chanteur Anier Barrera Tattoo, le batteur Lachi Hernández et le percussionniste Emmanuel Candela Pujol.
En raison de la mauvaise situation de l'approvisionnement à Cuba, le groupe s'appuie sur des instruments d'occasion et du matériel improvisé pendant longtemps. Il se fait tout de suite remarqué pour son apport des musiques traditionnelles cubaines et latino-américaines. Un premier single sort en 1996 chez System Shock, le sous-label allemand d'Impact Records. Le premier album Re-evolution paraît en 2001. Il commence à faire des apparitions régulières au Patria Grande International Rock Festival, qui a lieu chaque année à Cuba.
Pour l'album Rebeldes de 2004 sur le label EGREM, le groupe remporte le prix Cubadisco dans la catégorie « Meilleur album métal » au festival cubain Cubadisco et le prix artistique Premio D'Arte dans leur ville natale. En 2005, Tendencia fait une tournée au Venezuela. Les tournées 2007 et 2008 sont à travers l'Espagne, dont le Derrame Rock Festival, où il est le premier groupe cubain à y participer, et le Rock'n Motos Fest, où il joue dans différents concerts à travers le pays, partageant avec des groupes importants tels que Barón Rojo, Fe de Ratas, Avalanch, Hamlet, The Locos, Reincidentes.
Le troisième album Confidencial, enregistré aux studios Bunker, dans les Asturies, avec Alberto Rionda d'Avalanch comme producteur, vient en 2008 chez le label espagnol Santo Grial Producciones, suivi d'une tournée de festivals dans plusieurs pays européens. Tendencia fait des tournées dans toute l'Amérique latine au cours de cette période. En 2010, il est invité à participer au festival Semana Negra en Espagne et donne quelques concerts en Allemagne pendant l'été.
Depuis 2009, le groupe travaille avec l'organisation allemande Cuba Sí dans le cadre d'un projet pour l'éducation musicale des enfants et des jeunes, initié par Tendencia, qui est un temps observé par l'Office allemand pour la protection des la Constitution. Pour le 20e anniversaire du groupe, il fait une tournée à Cuba avec le groupe de hardcore allemand COR. La tournée est partiellement financée par une campagne de financement participatif, soutenue organisationnellement par le ministère cubain de la Culture et accompagnée d'un journal de tournée en ligne du magazine de métal allemand Rock Hard et d'un film documentaire Chaos in Cuba. Une performance de 2015 à Porto Rico fait l'objet d'un autre film documentaire Islas del Metal, qui se concentre également sur d'autres groupes de metal latino-américains. Une tournée aux États-Unis suit en 2015. En 2016, le groupe se produit dans des festivals en Colombie et au Mexique.
La tournée avec COR donne des contacts avec le propre label de COR, Rügencore Records, avec lequel l'album Cargando Cruces sort en 2018. La même année, une tournée en Allemagne est de nouveau financée en partie par une campagne de financement participatif, un soutien financier est fourni par le ministère cubain de la Culture. Dans le cadre de cette tournée, le groupe joue notamment au festival With Full Force. Tendencia donne 22 concerts sur 45 jours et partage la scène avec des groupes tels que Cannibal Corpse, Body Count, Hatebreed, Madball, Soulfly, Judas Priest, Parkway Drive, Crowbar, COR, God Dethroned… Il reçoit le prestigieux prix spécial Cuerda Viva à Cuba. Ils organisent le festival Avalanch à Cuba, mettant en vedette des groupes de toute l'Amérique latine. En 2019, il signe à nouveau avec le label cubain EGREM et sort l'album Añejo XXV qui célèbre le 25e anniversaire du groupe. Ils participent au Festival Patria Grande pour célébrer les 500 ans d'histoire de La Havane. Tendencia est également l'hôte et le commissaire du Pinar Rock International Festival.
Le bassiste Carballo et l'ancien batteur Guillermo sont enseignants : Carballo est professeur d'économie à l'université de La Havane, Guillermo professeur de musique. Le guitariste Mederos Valdés fut président de l'association d'artistes cubains Asociación Hermanos Saíz (AHS), le guitariste Puentes est directeur de la maison des jeunes artistes de Pinar del Río et vice-président de l'association des artistes locaux.

## Discographie
Albums
- 2002 : Re-evolución, System Rock
- 2004 : Rebeldes, EGREM
- 2009 : Confidencial, Santo Grial Producciones
- 2018 : Cargando Cruces, K-100/ Antipop
- 2020 : Añejo XXV, EGREM

Singles
- 1996 : Sacrificio, Impact Records
- 2014 : La Trampa

Démos
- 1995 : Negra Manzana
- 1996 :  No Mercy
- 1997 : Brutal Reality
- 1998 : Apocalipsis
- 1998 : Que te trague la tierra

## Source de la traduction
- (de) Cet article est partiellement ou en totalité issu de l’article de Wikipédia en allemand intitulé « Tendencia » (voir la liste des auteurs).